# Liste der Kulturdenkmäler in Lindenholzhausen
Die folgende Liste enthält die in der Denkmaltopographie ausgewiesenen Kulturdenkmäler auf dem Gebiet des Ortsteils Lindenholzhausen der  Stadt Limburg an der Lahn, Landkreis Limburg-Weilburg, Hessen.
Hinweis: Die Reihenfolge der Denkmäler in dieser Liste orientiert sich an der Anschrift, alternativ ist sie auch nach der Bezeichnung, der vom Landesamt für Denkmalpflege vergebenen Nummer oder der Bauzeit sortierbar.
Kulturdenkmäler werden fortlaufend im Denkmalverzeichnis des Landes Hessen durch das Landesamt für Denkmalpflege Hessen auf Basis des Hessischen Denkmalschutzgesetzes (HDSchG) geführt. Die Schutzwürdigkeit eines Kulturdenkmals hängt nicht von der Eintragung in das Denkmalverzeichnis des Landes Hessen oder der Veröffentlichung in der Denkmaltopographie ab.

| Bild                       | Bezeichnung                                      | Lage | Beschreibung | Bauzeit                | Objekt-Nr. |
| -------------------------- | ------------------------------------------------ | --- | ------------ | ---------------------- | ---------- |
| weitere Bilder             | Stundenstein                                     | Am Weißen Graben LageFlur: 52, Flurstück: 1/1                                                                                             |              | 1789                   | 52894 DDB  |
| Wendelinuskapelle          | Wendelinuskapelle                                | Frankfurter Straße 22 LageFlur: 50, Flurstück: 90                                                                                         |              | 1631                   | 52895 DDB  |
|                            |                                                  | Frankfurter Straße 24 LageFlur: 50, Flurstück: 76/1                                                                                       |              | 1841 bis 1851          | 52896 DDB  |
|                            |                                                  | Kirchfelder Straße 1 LageFlur: 49, Flurstück: 49/2                                                                                        |              | 1838                   | 52897 DDB  |
| weitere Bilder             |                                                  | Kirchfelder Straße 7 LageFlur: 49, Flurstück: 46/1                                                                                        |              | 1695 bis 1705          | 52898 DDB  |
|                            |                                                  | Kirchfelder Straße 19 LageFlur: 49, Flurstück: 35/1                                                                                       |              | 1625 bis 1675          | 52899 DDB  |
| weitere Bilder             | Sachgesamtheit ehemalige Pfarrkirche St. Jakobus | Kirchstraße 12 LageFlur: 51, Flurstück: 80                                                                                                |              | 1095 bis 1105          | 52900 DDB  |
|                            |                                                  | Kirchstraße 13 LageFlur: 48, Flurstück: 148                                                                                               |              | 1665 bis 1675          | 52901 DDB  |
| Sachgesamtheit Lindenmühle | Sachgesamtheit Lindenmühle                       | Lindenmühle, Zwischen den Stegen, Im Kleinen Winkel, Betriebsgraben LageFlur: 38, 43, 44, Flurstück: 15, 26/3–6, 27, 33/1, 33/2, 114, 163 |              | Anfang 14. Jahrhundert | 52902 DDB  |
| weitere Bilder             | Lubentiusbrunnen                                 | Ober dem Sauerborn LageFlur: 68, Flurstück: 66/1                                                                                          |              | 1913                   | 52903 DDB  |
| weitere Bilder             | Sachgesamtheit Alter Friedhof                    | Rübsangen LageFlur: 34, Flurstück: 33 |              | Ende 17. Jahrhundert   | 52904 DDB  |
|                            |                                                  | Sackstraße 8, 10 LageFlur: 48, Flurstück: 118, 119                                                                                        |              | 1695 bis 1705          | 52905 DDB  |
|                            |                                                  | Sackstraße 16 LageFlur: 48, Flurstück: 115                                                                                                |              | 1790                   | 52906 DDB  |
|                            |                                                  | Sackstraße 20 LageFlur: 48, Flurstück: 113                                                                                                |              | 1731                   | 52907 DDB  |
|                            |                                                  | Sackstraße 22 LageFlur: 48, Flurstück: 111                                                                                                |              | 1567                   | 52908 DDB  |
| Haus „Arche“               | Haus „Arche“                                     | Wendelinusstraße 24 LageFlur: 50, Flurstück: 89/2                                                                                         |              | 1725 bis 1775          | 52909 DDB  |